# Polyommatus gracilis
Polyommatus gracilis är en fjärilsart som beskrevs av Evans 1912. Polyommatus gracilis ingår i släktet Polyommatus och familjen juvelvingar. Inga underarter finns listade i Catalogue of Life.